# Canton de Saint-Omer-Sud
Le canton de Saint-Omer-Sud est une division administrative française située dans le département du Pas-de-Calais et la région Nord-Pas-de-Calais.

## Géographie

Le canton de Saint-Omer-Sud dans l'arrondissement de Saint-Omer

Ce canton est organisé autour de Saint-Omer  dans l'arrondissement de Saint-Omer. Son altitude varie de 0 m (Saint-Omer) à 119 m (Wizernes) pour une altitude moyenne de 38 m.
Saint-Omer

## Représentation

### conseillers généraux de 1833 à 2015
| Période | Période          | Identité                       | Étiquette             | Qualité |
| ------- | ---------------- | ------------------------------ | --------------------- | --- |
| 1833    | 1842 (décès)     | Fidèle Le Sergeant de Baënghem | Centre gauche         | Officier Président du Conseil Général (1834-1836 et 1838-1841) Maire de Saint-Omer (1817-1830) Député (1827-1834)                        |
| 1842    | 1860 (décès)     | Narcisse Lefebvre-Hermant      | Majorité dynastique   | Propriétaire, notaire, adjoint au Maire de Saint-Omer, député (1846-1848, 1852-1860)                                                     |
| 1860    | 1871             | Pierre Belin                   |                       | Industriel, Président du Tribunal de commerce                                                                                            |
| 1871    | 1895             | Louis Duhamel (1829-1907)      | Rad.                  | Avocat, secrétaire de Jules Grévy, Saint-Omer                                                                                            |
| 1895    | 1901             | Alexandre Ribot                | Républicain           | Avocat puis magistrat Député (1898-1909), Sénateur (1909-1923) Ministre (1890-1892) Chef du Gouvernement (1892-1893, 1895, 1914 et 1917) |
| 1901    | 1913             | Louis Vasseur                  | Républicain           | Propriétaire à Saint-Omer |
| 1913    | 1920 (démission) | Adolphe Leduc-Houzet           | RG                    | Minotier, maire de Blendecques (1908-1920)                                                                                               |
| 1920    | 1937             | Léon Alexandre                 | Rad.                  | Médecin à Arques |
| 1937    | 1938 (décès)     | Alfred André (1877-1938)       | SFIO                  | Commerçant-négociant à Arques, conseiller d'arrondissement                                                                               |
| 1938    | 1940             | Léon Alexandre                 | Rad.ind.              | Médecin à Arques |
|         |                  |                                |                       | |
| 1945    | 1951             | Henri Puype                    | SFIO                  | Menuisier-charpentier à Arques |
| 1951    | 1958             | Michel Dauchez                 | DVD                   | |
| 1958    | 1976             | Benjamin Catry                 | DVD puis UNR puis UDR | Négociant - Maire d'Arques (1953-1977) Suppléant du député Pierre Guillain (1958-1962) Député (1962-1967 et 1968-1973)                   |
| 1976    | 2001             | Jean Saint-André               | PS                    | Pharmacien Maire de Saint-Omer (1977-1983)                                                                                               |
| 2001    | 2015             | Jean-Marie Barbier             | PS                    | Enseignant retraité Maire de Longuenesse Président de la Communauté d'agglomération de Saint-Omer (1995-2008)                            |

### Conseillers d'arrondissement (de 1833 à 1940)
Le canton de Saint-Omer-Sud avait deux conseillers d'arrondissement. 
| Période                                  | Période          | Identité                                        | Étiquette   | Qualité |
| ---------------------------------------- | ---------------- | ----------------------------------------------- | ----------- | --- |
| 1833                                     | 1833 (démission) | Narcisse Lefebvre-Hermant                       |             | Propriétaire à Saint-Omer                                                                                   |
| 1833                                     | 1836             | Louis Fiolet                                    |             | Fabricant de pipes, Président du Tribunal de commerce de Saint-Omer                                         |
| 1836                                     | 1842             | Narcisse Lefebvre-Hermant                       |             | Propriétaire à Saint-Omer                                                                                   |
| 1842                                     | 1848             | Achille Tournier (1802-1885)                    |             | Notaire à Saint-Omer                                                                                        |
|                                          |                  |                                                 |             | |
|                                          | 1892             | François-Joseph Hermant-Bouquillion (1821-1897) |             | Négociant à Saint-Omer                                                                                      |
| 1892                                     | 1904             | Louis Vasseur                                   | Républicain | Adjoint au maire de Saint-Omer                                                                              |
| av.1892                                  | 1904             | Félix Platiau                                   | Républicain | Fabricant de sucre, maire de Longuenesse                                                                    |
| 1904                                     | 1910             | Victor Nicolle (1836-1919)                      | Républicain | Négociant, industriel, tanneur à Saint-Omer                                                                 |
| 1904                                     | 1910             | Léon Alexandre                                  | Républicain | Médecin à Arques                                                                                            |
| 1910                                     | 1919             | M. Méquignon                                    | SFIO        | Ouvrier papetier                                                                                            |
| 1910                                     | 1925 (décès)     | Arthur Picot                                    | Rad.        | Brasseur, adjoint au maire de Blendecques                                                                   |
| 1919                                     | 1934             | Alfred André (1877-1938)                        | SFIO        | Commerçant et négociant, maire d'Arques                                                                     |
| 25 août 1925                             | 1928             | Jules Debeugny                                  | Rad.        | Négociant en mercerie à Saint-Omer                                                                          |
| 1928                                     | 1928 (décès)     | M. Caulier                                      | Rad.        | |
|                                          |                  |                                                 |             | |
| 1934                                     | 1940             | M. Delattre                                     | Rad.        | Propriétaire à Arques                                                                                       |
| 1934                                     | 1940             | M. Lyoen                                        | Rad.        | Propriétaire à Blendecques                                                                                  |
| 1940                                     |                  |                                                 |             | Les conseils d'arrondissement ont été suspendus par la loi du 12 octobre 1940 et n'ont jamais été réactivés |
| Les données manquantes sont à compléter. |                  |                                                 |             | |

## Composition
| Communes    | Population (2012) | Code postal | Code Insee |
| ----------- | ----------------- | ----------- | ---------- |
| Longuenesse | 12 518            | 62219       | 62525      |
| Saint-Omer  | 15 747 (1)        | 62500       | 62765      |
| Tatinghem   | 1 722             | 62500       | 62807      |
| Wizernes    | 3 448             | 62570       | 62902      |

(1) fraction de commune.

## Démographie
| 1962 | 1968 | 1975 | 1982 | 1990 | 1999 | 2009 |
| ---- | ---- | ---- | ---- | ---- | ---- | ---- |
| -    | -    | -    | -    | -    | -    | -    |